# Hoplodrina noguera
Hoplodrina noguera là một loài bướm đêm trong họ Noctuidae.